# Каллум Гадсон-Одой
Ка́ллум Га́дсон-Одо́й (англ. Callum Hudson-Odoi, нар. 7 листопада 2000, Вандзверт) — англійський футболіст, нападник клубу «Ноттінгем Форест».

## Клубна кар'єра
Народився 7 листопада 2000 року в лондонському боро Вандзвер. Вихованець футбольної школи клубу «Челсі».
За головну команду «Челсі» дебютував у 17-річному віці 28 січня 2018 року у грі Кубка Англії проти «Ньюкасл Юнайтед», вийшовши на заміну наприкінці матчу замість Педро Родрігеса. Свій перший гол за основну команду забив у своїй дебютній грі в єврокубках, відзначившись м'ячем у ворота грецького ПАОКа на груповому етапі Ліги Європи 2018/19 29 листопада 2018 року.
13 березня УкрЗМІ повідомили, що один гравець Челсі — Каллум Гадсон-Одой — захворів на коронавірус. На ізоляцію пішли як команда, так і персонал, що контактував із Каллумом.

## Виступи за збірні
2015 року дебютував у складі юнацької збірної Англії для 16-річних, згодом грав за команди старших вікових категорій, з 2018 грає за збірну Англії U-19.
У 2019 році викликався у молодіжну команду Англії, провів 9 матчів та забив 4 голи. В тому ж році отримав виклик й у основну збірну.
Дебютував за «дорослу» команду 22 березня 2020 року у матчі кваліфікації до Чемпіонату Європи 2020 проти збірної Чехії, замінивши на 70-й хвилині Рахіма Стерлінга.
Станом на вересень 2023 року провів за збірну Англії 3 матчі.

## Сім'я
Калум виріс у футбольній родині. Його батько, Бісмарк Одой, був професійним футболістом і грав, наприклад, за ганський клуб «Гартс оф Оук». Також Калум має старшого брата Бредлі, який теж професійно займався футболом та пограв в клубах нижчих ліг Англії та Болгарії.
| Дата       | Місто     | Господарі  | Результат | Гості  | Турнір            | Голи | Примітки |
| ---------- | --------- | ---------- | --------- | ------ | ----------------- | ---- | -------- |
| 22-3-2019  | Лондон    | Англія     | 5 – 0     | Чехія  | Відбір до ЧЄ 2020 | -    | 70'      |
| 25-3-2019  | Подгориця | Чорногорія | 1 – 5     | Англія | Відбір до ЧЄ 2020 | -    |          |
| 17-11-2019 | Приштина  | Косово     | 0 – 4     | Англія | Відбір до ЧЄ 2020 | -    | 59'      |
| Усього     |           | Матчів     | 3         |        | Голів             | 0    |          |

## Титули і досягнення
- Чемпіон світу (U-17): 2017
- Переможець Ліги Європи УЄФА (1):

«Челсі»: 2018–19
- Переможець Ліги чемпіонів УЄФА (1):

«Челсі»: 2020–21
- Переможець Суперкубка УЄФА (1):

«Челсі»: 2021
- Переможець Клубного чемпіонату світу (1):

«Челсі»: 2021